# Postal 2
A Postal 2 egy FPS nézetű véres akciójáték. 2003-ban jelent meg. Fejlesztője a Running With Scissors. Erőszakossága miatt sokszor támadták, és több országban be is tiltották. A tiltás egyáltalán nem alaptalan: sokan minden idők egyik legbrutálisabb és legelmebetegebb játékának mondják, annak ellenére, hogy nem a legújabb játékok között foglal helyet.

## Kerettörténet
A főszereplő Postal Dude, egy magas, vékony, kecskeszakállas, barna hajú, napszemüvegben és ufós pólóban járó ember, aki feleségével egy romos állapotú lakókocsiban él a város szélén, ahova kényszerből költöztek. Minden nap innen indul el feladatait elvégezni, amit a felesége oszt ki neki, és a nap végeztével ide is tér vissza.

## A játék menete
A játék 5 napból áll (hétfőtől péntekig tart). Minden nap 3-4 feladatot kell teljesíteni, ám a tej megvétele kivételével a feladatok elvégzése után mindig valami előreláthatatlan és furcsa dolog jön közbe, amiből ki kell verekedni (lövöldözni) magunkat. Sokszor több megoldási módot választhatunk egy feladat teljesítésénél (pl. beválthatjuk a csekkünket a bankban, de úgy is pénzünkhöz juthatunk, ha kiraboljuk a bankot), ám van, ahol csak egyféle módon hajthatjuk végre a feladatot (pl. amikor le kell vizelni a főhős apjának sírját). A játék legdurvább napja péntek. Az a nap több száz emberi áldozatot követel mindazoktól, akik eljutnak addig. Mivel a helyi rendőrökön kívül a városban már a SWAT-osok, az ATF-esek és a katonák is részt vesznek az igazságszolgáltatásban, így főhősünknek meggyűlik a baja velük. A legnagyobb momentum Dave bácsi bulija, amikor be kell jutni a villájába, és átadni neki az ajándékunkat, amit a szülinapjára hoztunk. Amint átadjuk neki az ajándékot, a zsaruk már ömlenek is befelé az ajtókon. A nappal kapcsolatban van azért egy pozitívum. Főhősünk reggel veszi észre, hogy trippert kapott. Így ha valakire rávizel, abban a pillanatban elkezd hányni, ezért 30 másodpercet is nyerhetünk, ha ezt a rendőrökkel csináljuk, de hátulütője, hogy veszítünk az életünkből. A játék méltó befejezéseként az utolsó küldetés után egy macskákat szállító repülőgép felrobban Paradise felett és a macskák lehullás után szétloccsannak, ami óriási őrületet vált ki mindenkiből. Az emberek mániákusan üldözik egymást lövöldöznek, egy szóval megőrülnek. Mindezek után főhősünk hazaér, és az alábbi párbeszéd hangzik el: "Drágám, megjöttem! El sem tudod képzelni, milyen napom volt..." "Már épp ideje volt! Meghoztad, amit kértem?" "Bakker..." Ekkor lövés hallatszik, és a játék véget ér. Bizonyos értelmezések szerint a felesége lövi le Postal Dude-ot, más értelmezés szerint Postal Dude végez magával. Egyesek az Apocalypse Weekend megjelenése előtt úgy is értelmezték, miszerint Postal Dude lövi le a feleségét (ha már mindennap ígérgeti neki), de a tény, miszerint a kórházban ébred fejlövéssel, véget vetett ennek a gondolatmenetnek.

## Helyszín
A játék helyszíne Paradise, ami neve ellenére elég messze áll a paradicsomtól: valójában ez egy elhagyott arizonai bányászváros. A városnak vannak viszonylag tűrhetően kinéző, illetve romosabb, elhagyottabb, elzüllöttebb környékei is. Maga a város külön részekre (szintekre, pályákra) van osztva, amik között az átmenetet a hegyvidékbe vájt kisebb-nagyobb alagutak jelentik. Kezdetben a város nagy része le van zárva (útépítés, hegyomlás, alagút-felújítás, stb.) miatt, ám az idő előrehaladtával a játéktér fokozatosan bővül, újabb és újabb pályák érhetőek el nap mint nap. Külön érdekesség, hogy a játékban megtalálható a Running With Scissors székhelye is, Postal Dude is ezen játékfejlesztő vállalat alkalmazottja az első napon történő kirúgásáig. Emellett számos helyszín tartalmaz félreérthető, provokatív, vagy egyenesen obszcén elemeket is (pl. a kiszakadt falú elmegyógyintézet (mely az őrültek kiszabadulását, és azon keresztül a világ megőrülését sugallja) kapujának "Redundant Asylum" felirata kísértetiesen hasonlít az auschwitzi koncentrációs tábor bejárata fölött található "Arbeit macht frei" feliratra).

## Épületek
A játékban rengeteg épület található, változatossá téve a terepet. Több épületről ordít a készítők sötét humora, néhol viszont kissé rejtve találjuk meg a poénokat. Így nevezték el a könyvtárat Joseph McCarthyról, akinek nevéhez a mccarthyzmus fűződik, vagy így jelenik meg a bolondokháza felett az Auschwitzra emlékeztető kapufelirat, vagy így látható a bank fölött a "Fee of America - We get away with it, because we can" felirat. De ahhoz, hogy meglássuk a melegbár vécéjében a kettős kézszárítót, melynek egyik része mellmagasságban lefelé irányuló fúvókával a kezet szárítja, másik része fenékmagasságban felfelé irányuló fúvókával képes ingerelni a végbélnyílást, nem elég felgyújtani a táncoló melegeket (melyek között egy rendőr is van), hanem be kell nyitni a vécébe. Sajátos épület a napalmgyár, mely elég abszurd hangulatot kölcsönöz azzal, hogy bárki bemehet, és magához veheti a napalmot (ám még ennél is abszurdabb az üzemi baleset, ami a szemünk láttára történik meg).

## Emberek, csoportok
A játék tele van az amerikai társadalom különböző rétegei által nem kedvelt csoportokkal, mint a rendőrök, SWAT-osok, katonák, ATF-esek, terroristák, hentesek, különféle tüntetők, redneck-ek, sőt Gary Coleman is. A játékban több nem politikailag korrekt elem is felfedezhető a cigány akcentuson kívül. Az alább egy összeállítás látható róluk – a teljesség igénye nélkül.
- Rendőrök

A rendőrök szerte a városban megtalálhatóak, konkrétan bárhol feltűnhetnek. Háromféle egyenruhát viselnek: amíg a fekete és a liláskék egyenruhásoknál csak pisztoly és gumibot van, a barna ruhás tisztek sörétes puskával járnak, emellett bizonyos játékmódban az egyszeri felgyújtást még túlélik. Ezen kívül egy rendőr feje sem lőhető szét sörétes puskával elsőre, csak másodszorra. Fő bázisuk a város déli részén található rendőrség, ahova a főhősnek a csütörtöki napon el kell látogatnia. Ha elkapnak valakit, bezárják, ám a cellából a tűzjelzőre dobott gyufa segítségével meg lehet szökni. Minél többször zárnak be valakit egymás után, annál nehezebb cellába rakják, azaz a tűzjelzőt nehezebben lehet megdobni az égő gyufával. Az őrsön található továbbá még egy rendőrruha is, amivel megszerezhetjük a rendőrök támogatását (azaz a ruha viselésekor nem érvényesek a körözések, illetve ha valaki ellenünk fordul, a rendőrök segítenek). Emellett érdekessége még a rendőröknek, hogy meg lehet vesztegetni őket az elhullajtott fánkokkal.
- Munkatársak

Az RWS dolgozói voltak olyan kedvesek, és belerakták magukat is a játékba. Ők is bárhol megjelenhetnek, de főleg a küldetések helyszínén fordulhatnak elő. Ha főhősünkön a bőrkabát és az ufós póló van, akkor ha valaki megtámadja őt, akkor az RWS-dolgozók az ő oldalára állnak, és (rendszerint géppuskával) elkezdik lőni az ellenséget. A sörétes puskás tisztekhez hasonlóan ők sem égnek el előszörre.
- Rezesbanda

A bandatagok két helyen jelennek meg: tartózkodási helyükön, az elefántparkban, illetve kedden, a lakókocsi közelében rendeznek egy felvonulást. Ha feldühítjük az elefántokat, könnyen az áldozataik lehetnek.
- Gettólakók

Főleg feketék és latin-amerikaiak teszik ki ezt a csoportot. Fő életterük a rendőrség közelében levő gettó, ahol összetákolt épületeikben élnek, ám annak közelében, azaz a szomszédos pályákon is megjelenhetnek. Mindegyiküknél van valami fegyver, emellett összetartanak, így óvatosan ajánlott a gettóban bármelyiküket is megtámadni.
- Négerek

Nem konkrét csoport, szinte bárhol, bármilyen területen találunk színesbőrűeket. Mégis érdemes őket külön megemlíteni, mert főhősünknek több cinikus beszólása is kapcsolódik hozzájuk (pl. egy fekete lelövésekor lehet, hogy elmondja az alábbi mondatot: „Ne hidd, hogy fajgyűlölő vagyok! Mindenkit kinyírok!”).
- Tálibok (terroristák)

A város bármely részén megjelenhetnek, jellegzetes turbános, hosszú köpenyes viseletben. Bizonyos játékmódokban az egyszeri felgyújtásra még nem halnak meg. Legtöbbjüknél géppuska van (a legjobb megoldás az AK-47 lett volna, ám az egyszerűbb megoldás érdekében mégis az M16-ot kapták meg ők is). A város alatti csatornarendszerben élnek, ahonnan bárhova eljuthatnak. A csatornarendszerből nyílik titkos földalatti bázisuk is, ami az egyik hegybe fúrva helyezkedik el, emellett nem is látszik a térképen. Ezen a bázison lehet egy nehéz útvesztőn végigmenve és sok-sok kilőtt lőszer árán hozzájutni egy speciális fegyverhez, a WMD-hez (Weapon of Mass Destruction, Tömegpusztító Fegyver). Emellett üzemeltetnek még egy vegyesboltot is, ahol az első nap kell megvásárolnunk a kecsketejet. Legnagyobb cselekményük kedden észlelhető, amikor miközben Postal Dude meggyón a papnál (vagy csak egyszerűen lelövi azt), a tálibok megtámadják a templomot. A papság fegyverrel áll ellen, de mikor a következő nap visszatérünk a templom melletti temetőbe, a templom helyén már egy mecset áll, a régi épület alapjaira építve.
- Redneck-ek

A név eredetileg a rendkívül konzervatív felfogású, vidéki, sok esetben a konföderációs elveket képviselő amerikaiak gúnyneve. A játékban mégis feltűnnek közöttük homoszexuális meggyőződésűek, sőt, a magyar változatban cigány akcentussal beszélnek. A vidéki stílust megidézve, farmerben, kockás ingben és mellényben jelennek meg. Kedvenc fegyverük a sörétes puska, ám néha az ásó, vagy komolyabb fegyverek (géppuska, kézigránát) is megtalálhatóak náluk. Háromféle dologgal foglalkoznak: övék a sörgyár, a temető és a déli parkos erdőrész, ahonnan főhősünk szerzi be a fát. Postal Dude több alkalommal is konfrontálódik velük: az erdőben sikerül magára haragítania őket, illetve a temetőben kissé beteges megemlékezése közben leütik, elhurcolják a sörgyárba, beöltöztetik egy homoszexuálisok számára készített bőrruhába, és kis híján megerőszakolják.
- Tüntetők

Alapvetően háromféle tüntetővel találkozhatunk: az erőszakos játékok elleni tüntetőkkel, a könyvek elégetéséért tüntetőkkel, valamint a vegetáriánusokkal. Az erőszakos videojátékok ellen tüntetők az RWS székháza előtt tüntetnek hétfőn, amikor főhősünk bemegy, akkor amíg bent van, megtámadják az épületet - fegyverrel. Mindezt egy videójátékban, azaz abban a pillanatban épp ők képviselik az erőszakot. Ezután ők és Postal Dude ellenségként tekintenek egymásra. A másik nagyobb eseményt előidéző csoport a kedden színre lépő könyvégető tüntetők. Ők a könyvtárban tüntetnek, és amíg a főhős visszavisz egy könyvet a könyvtárba, addig egyszerűen felgyújtják azt, lelőve mindenkit, aki nem égett halálra és próbál kimenekülni, így Postal Dude-ot is célba veszik. Miután nem sikerül őt leölni, ők is az ellenségévé válnak (főhősünk pedig megjegyzi: "Nem lehetnénk inkább barátok? Azt hiszem, nem."). A harmadik csoport, a vegetáriánus csoport semmi nagyobb balhét nem csinál, ám ahogy az előző két csoport, úgy ők is fegyverrel járkálnak.
- SWAT

A kedves programozók megajándékozták a játékosokat a terrorelhárító különleges egységgel. Csütörtökön tűnnek fel, golyóálló mellényt viselve és gépfegyverrel rendelkezve özönlik el a várost, abban a hitben, hogy az elharapózó gyilkolási hullámot megakadályozzák, és újra békét teremtsenek Paradise-ban. Már ők is részt vesznek a húsüzemet elfoglaló akcióban, illetve a város többi részén is járőröznek.
- Hentesek

A hentesek nagy része csütörtökön tűnik fel, egy kivételével, aki már hétfőn megtalálható a kínai étterem konyhájában. Alapvetően fehér ruhájukat állati (illetve akár emberi) vér mocskolja be. Bázisuk a húsüzem, ahova Postal Dude azért kényszerül bemenni, amikor a hentesboltban nem szolgálja ki senki. Belépve a húsüzembe, felszínre kerül beteges szórakozásuk: a hús bizony emberből készül, és amikor az élő emberek a húsdarálóba esnek, torkuk szakadtából röhögnek ezen. Továbbá notórius állatkínzók: a teheneket egészben lógatják be a húsfeldolgozó gépekbe. Fegyverük a pisztolytól kezdve a kézigránátig bármi lehet, emellett egy újabb fegyverrel bővíthetjük fegyverarzenálunkat, ha megtaláljuk a kergekóros tehénfejet, melyet eldobva narancssárga büdös felhőt képez maga körül, aki belesétál a felhőbe, rosszul lesz, főhősünk pedig életpontot veszíthet. A húsüzembe betörés után kivívjuk igen csak látványosan és jó pár kilőtt töltényben megnyilvánuló ellenszenvüket.
- Hadsereg

A katonák pénteken jönnek be, fegyverekkel, tankokkal, csapatszállító páncélozott járművekkel. Géppuskával, rakétavetővel, gránátokkal megrakodva járőröznek szerte a városban. Emellett aznap be is vetik a külvárosban őket, mégpedig Postal Dude rokona, Dave bácsi és gyilkos szektája ellen. Általában csapatostul, kisebb osztagokban fordulnak elő a város bármely részén.
- Postások/csomagkihordók

A város bármely pontján megjelenhetnek, a kint levőknél általában egy pisztoly van. A bázisuk a posta, ahol viszont nem állnak meg a pisztolynál: a sörétes puskától a gránáton át a rakétavetőig mindenféle fegyvert használnak az ellen, aki belép az üzemi területre, sőt, önkéntesen magához vesz bármilyen csomagot (konkrétan ez a feladatunk aznap). Főhősünkre az alkalmazottak mellett a SWAT egységek is rászabadulnak, majd miután sikeresen kijut az épületből, a csomagkihordók is felteszik a halállistájukra.
- ATF

További megemlítendő rendőri erőként érdemes felsorolni az ATF-ügynököket, melyek az USA területén a rendőrséggel együttműködve dolgoznak a bűnüldözés több területén. Az idő előrehaladtával egyre több és több lesz belőlük, sőt, Dave bácsi szektája ellen is bevetik őket pénteken.
- Dave bácsi és szektája

Postal Dude rokona szektát alapított, akik a külvárosban élnek. A szekta fő irányelve az emberek fegyverrel irtása (és később a saját maguk kiirtása is). Az ATF és a hadsereg körbeveszi a szekta épületét (ahova nem mellesleg egy amerikai szenátort bíráló, és egy O. J. Simpsont támogató feliratot is kifüggesztettek), és a kissé bizarr követeléseik kihirdetése után megrohanják az épületet. A szekta tagjai ádáz harccal válaszolnak, utolsó vérig. (Az ötletet, miszerint egy gyilkos-öngyilkos szektát beépítenek a játékba, egy valós USA-beli eset inspirálta.) Dave bácsiék mindenféle fegyverrel fel vannak szerelkezve, ruházatuk pedig fehér ing/erősen kivágott blúz (kivéve Dave bácsinak, akinek egy egyedi színes pólója van). Az épületen kívül sehol máshol nem tűnnek fel a városban.
- Orvosok

Az egészségügyiek kevés helyen találhatóak meg, de ahol igen, ott sok van belőlük. Benépesítik a kórházat, az elmegyógyintézetet, sőt, még a rendőrség orvosi szobájában is találunk párat. Fegyver hol van náluk, hol nincs.

## Egyedi elemek a játékban
Főhősünk egy világtól megundorodott, kismértékben embergyűlölő, magányos egyén, akinek felesége csak terhére van. Megvan a véleménye a világról, amit néha ki is fejez cinikus hangvételű beszólásaival, melyek a játékot egyedibbé és élvezhetőbbé teszik. A magyar változatban ezen mondatok készlete bővült, sőt, összességében az egész még viccesebb lett. Némelyik beszólás közvetlenül valakinek a megölése után hangzik el, egy részük eléggé bizarr, de aki járatos a fekete humor és a cinizmus berkeiben, az mindenképpen értékeli.
A Postal 2 egy "élő" világ, ahol az emberek társalognak egymással, vásárolnak, tűzpárbajba keverednek a rendőrökkel, élik vadnyugati mindennapjaikat. A rendőröket akár egymásra is haragíthatjuk egy kis ügyességgel.
Annak ellenére, hogy a város tele van autókkal, annak ellenére, hogy használni nem tudjuk, nem mondhatni, hogy puszta látványelemek. Ha belelövünk/felgyújtjuk, előbb utóbb felrobbannak, amivel akár meg is ölhetünk valakit.
Több felirat is van a játékban, mely nevetésre kényszeríti, vagy éppenséggel elgondolkodtatja a játékost. Ezek a feliratok rendelkezhetnek politikai mondanivalóval (pl. LEIBERMAN! GOD SEES YOUR LIES), a nyers brutalitást is jelképezhetik (pl. ATF! WE FUCKED YOUR WIVES), vagy egyszerű szójátékkal átír bizonyos márkákat (pl. Texaco->Sexxoco, vagy a Ballsax konténerek).
Emellett a játék nem egy egyszerű FPS. Nemcsak azzal a feladattal vagyunk megáldva, hogy lőjük a szembejövőt, ott és úgy, ahogy tudjuk, hanem ez a való életben (vagy inkább egy, a való élet eltúlzott hibáival tarkított világban) játszódik, és teret enged az elmebeteg, pszichopata, beteges és perverz megnyilvánulásoknak, amiket a játékosok nagy része lehet, hogy egyszer szívesen kipróbálna. Itt és most pedig adva van rá a lehetőség, és neki lehet menni a civileknek, egy ásóval lehet darabokra szedni a tömeget, macskákat lehet hangtompítónak használni, vagy éppenséggel egy bizarr kergekóros tehénfejet lehet az emberek közé vágni.

## Share The Pain
A Postal 2 multiplayer kiegészítője, ami az egész játékot tartalmazza + a multiplayer módot. 2004-ben jelent meg, többek között magyar szinkronnal is. A főszereplő Postal Dude magyar hangja Bakonyi Gábor.

## Apocalypse Weekend
Az Apocalypse Weekend egy kiegészítő a Postal 2-höz. 2005-ben jelent meg. A hétvégét kell "túlélni". A történet szombat reggel kezdődik a helyi kórházban, ahol a főhős a pénteki fejlövés után lábadozik. A kiegészítőben új elemek is megjelennek, mint például a zombik, tehenek, génkezelt macskák, zombi Gary Coleman-ek, és új fegyverek, mint a kasza és a kalapács, emellett már nemcsak a fej választható el a testtől, hanem a különböző végtagok is. A játékmenet sokkal lineárisabb az alapjátékhoz viszonyítva, ami azt jelenti, hogy a játékosnak nincs választási lehetősége, hanem egyetlen úton haladhat előre, nincs alternatíva, mint ahogy a tipikus FPS játékokban. A játékos nem játszhat ezúttal pacifistát ahhoz hogy előre haladjon, a játékban muszáj megölnie az állatokat és a zombikat.

## Paradise Lost
A Paradise Lost egy kiegészítő a Postal 2 Complete Steam-es verziójához. 2015. április 17-én jelent meg. Hétköznapokat kell "túlélni". A történet: 11 év múlva a főhősünk visszatér Paradise-ba, hogy megkeresse a kutyáját, de az emberek, épületek is mások lettek. Új csoportok, fegyverek. Mint az alapjátékban, ugyanúgy lehet máshol is bolyongani. Egyféle fő- és tízféle minigonosz van a játékban. Be lehet mutatni más embereknek. Idén se készül szinkron magyarítás, de Postal Dude az eredeti hangján szólal meg. Itt derül ki, hogy az exfelesége lőtte le főhősünk fejét.

## Paradise Lost emberek, csoportok, fő- és minigonoszok
Rendőrök
Az alapjátékban is benne voltak, de most Cowboy szerűen néznek ki. Most még bokszerrel is jöhetnek.
Állatkezelő tiltakozók
Ezek a tiltakozók lila pólóban vannak, A Paradise Mall-ban találkozunk vele először. Vagy pisztollyal lőnek, vagy tiltakozótáblával ütnek meg.
Cock Asian dolgozók
Először a Cock Asian-be találkozunk velük. Van náluk pisztoly, sörétes puska vagy bokszer.
PU Games dolgozók
Narancssárga pólót viselnek, rajta a PU Games logó. Pisztollyal, vagy bokszerrel jönnek.
A PU Games főnöke
Fehér, narancssárga csíkos pólót visel, és géppuska van nála. Miután elpusztítottuk a többmonitoros számítógépet, kijön a bereteszelt, széfajtós szobából, és megtámad.
Banditák
Fekete színű páncélt viselnek, lehet náluk többféle fegyver, de a legtöbbnek bokszer. Csütörtökön, mikor McWillis-nek megvetted (vagy elloptad) a injekciós tűt, és kilépsz az ajtón, kinéz az ablakon egy, és ketten lecsapnak rád lapáttal, és ellopják a cuccaid. Aztán a régi postahelyiségnél van a helyük, ott találod a cuccaid, és fegyvereid, és a legvégén az injekciós tűt.
A banditák főnöke(51 Two-Ears)
Minigonosz! Mielőtt elvennéd az injekciós tűt, őt kel előtte legyőzni. Lehet nála bármilyen fegyver.
Big McWillis
A ColeMine vezetője. Nagyon mély hangja van, hátán Gary Coleman ül. Csütörtökön, mikor elvégezted a feladatokat, a kicsinyítő hatású injekciós tűt kell beleszúrni, ezután Gary Coleman leesik.
Gary Coleman
Miután nemsokára kiérsz a barlangból, előtte egy fúró kocsival akar lesuhintani rád. Harmadik próbálkozásánál újra leesik a mélybe. Titkos Minigonosz! Pénteken, mikor legyőzted a főgonoszt, és elmész a ColeMine-ba, le tudod győzni. Van vaslába.
ColeMine alkalmazottak
Kék ruhás, miniemberkék, mint Gary Coleman, nekik is legtöbbször bokszer van, ritkán lövőfegyver.
Zack Ward
Minigonosz! Kétféle módon szerezhetsz pénzt szerdán jótékonyságra. Egyik, hogy embereket kérdezel, másik, hogy ellopod a pénzt Zack Ward-tól. Mikor elmész a régi rendőrhelyiségre, ott már Zack Ward lakik. Miután bementél oda, harcolsz vele. Egyszerre két géppuska van nála, ritkán gránátot dob. Titkos minigonosz! Pénteken, mikor legyőzted a főgonoszt, és elmész Zack Wardhoz megint harcolhatsz vele.
Szőkék
Zack Ward alkalmazottjai. Barna ruhát viselnek, legritkábban lövőfegyver van, legtöbbnek bokszer van.
Főhősünk exfelesége
Főgonosz! Először szerdán harcolsz vele, mikor mindegyik feladatot elvégezted, és visszatérsz a szeméttelepen, akkor harcolsz vele. Katana van nála, és kétféle módon ölheted meg. Egyik, hogy fegyverrel ölöd meg, másik, hogy a torta elé állsz ránézve, és mikor jön, arrébb mész. Másodszor a pokolban harcolhatsz vele. Kövérebb lett, egyik támadása, hogy elkezdi verni a földet, és kő zúdul rád, másik támadása, hogy egyszer megveri a földet, és robbanások keletkeznek, harmadik támadása, hogy elkezd menni utánad. Ha a harmadik támadást használja, menj a kövek mögé, és az élete akkor fogy a leghatékonyabban. Mikor harmadszor élesztette fel a zombi kergemarhává mutálódott MikeJ, akkor a szikla nem hat rá, fegyverrel kell megölni. Harmadszor egy arénába kerülsz, mikor bezuhan a lávába, akkor egy nagy démonná változik át, és magával viszi a kutyát, Champ-et. Mikor az arénába kerülsz, akkor harcolsz vele. Négyféle támadása van, és a leghatékonyabban babzsák kilövővel lehet megölni.
Vince Desi
Mikor kedden elvégezted a munkád, és visszamentél a templomába, a zombivá változott emberek megeszik őt, és zombivá változik. Titkos minigonosz! Pénteken, mikor legyőzted a főgonoszt, és elmész a templomhoz, harcolhatsz vele. Rakétavető van nála.
Osama Bin Laden
Azóta a terroristáknál kitört a béke, és nem harcolnak veled. Zöld színű ruha van rajta egy marihuánával. Pénteken, mikor végeztél az összes feladattal, összerakja a C4-et a detonátorral, hogy ki tudd robbantania pokol kapuját, azután üldözni kezdik főhősünket, mert úgy döntöttek, hogy megint terroristák lesznek. Titkos főgonosz! Ha elmész a csatornába, harcolhatsz vele. Rakétavető van nála.
Terroristák
Színes póló van rajtuk, géppuska van náluk.
Túlélők
Ugyanúgy mennek mindenhol, mint a rendőrök. Radioaktív ruha van rajtuk, és gázmaszkot viselnek. Nem hat rájuk a tehénfejben lakozó méreganyag. Sokaknak van géppuska, de legtöbbnek bokszer.
Wiseman
Hétfőn, mikor kérdezted az embereket, hogy hol van a kutyája, Champ, kapsz egy új feladatot, hogy menj el hozzá. Elárulja, hogy miután főhősünk által lerakott nukleáris bomba robbant, eltévedt Champ, és mutálódott, és féltek tőle az emberek.
Champ
Minigonosz! Mikor elmentél a pokolba, ő vele kell harcolni, mikor legyengült, akkor kell beadni a kicsinyítő szert. Háromszor kell ezt megtenni.
Mike J
Titkos minigonosz! Pénteken, mikor legyőzted a főgonoszt, és elmész a szeméttelephez, akkor harcolhatsz vele.